# Adrian Ježina
Adrian Ježina (Berwyn, 3. listopada 1972.) bivši je hrvatski vaterpolist.
Igrao je za vaterpolske klubove Jadran iz Splita (1980. – 1992.), Zadar, (1990. – 1991.), ponovo za Jadran (1991. – 1999.) i KPK (1999. – 2000.). 
S Jadranom iz Splita osvojio je Euroligu 1991./92. i 1992./93. Godine 1991. osvojio je prvenstvo SFRJ. Ostali klupski uspjesi su mu: Mediteranski kup (1991. i 1995.). 
U 2002. počeo je raditi za B-Net. Od 2017. je CEO slovenske tvrtke Telemach.